# Dirette argentée
Diretmus argenteus
Genre
Espèce
Synonymes
- Diretmus aureus (Campbell, 1879)[2] [3]
- Discus  aureus Campbell (W. D.) 1879[4]
- Discus aureus Campbell, 1879[2] [3]
- Gyrinomene nummeralis Vaillant, 1888[2] [3]

Statut de conservation UICN

 LC  : Préoccupation mineure
La Dirette argentée (Diretmus argenteus) est une espèce de poissons abyssaux, réparti dans tous les océans du monde à l'exception de la Méditerranée, à des profondeurs atteignant 2 000 m. C'est le seul représentant du genre Diretmus.
Bien que Diretmus argenteus soit largement répandu, il s'agit d'une espèce rare.
Sa longueur est comprise entre 30 et 40 cm. Il a la forme d'un disque aplati avec des scutelles couvertes de pointes aiguisées sur le ventre et son œil est particulièrement gros. C'est un ovipare et les larves passent du temps dans le plancton.
Il a de petites écailles épineuses et ne possède pas de ligne latérale et est de couleur argentée uniforme, le haut du dos est noir.